# Los Nocheros
Los Nocheros es una agrupación vocal de música tradicional argentina, fundado en Salta. De estilo balada folklórica integrada por Mario Teruel, Rubén Ehizaguirre y Álvaro Teruel (quien reemplazó a Jorge Rojas luego de su separación del grupo para lanzarse como solista). Tras su consagración en el Festival de Cosquín, se editó su álbum Con el alma en 1994. Obtuvieron, una variedad de premios, como el Francisco Canaro, el Olimpia, el Pampa (Córdoba) y el Gardel. También fueron nominados a los Premios Grammy Latinos.
Algunas canciones conocidas son Yo soy tu río, Entre la tierra y el cielo, Me enamoré de una zamba, entre otras. 
Con más de 20 álbumes editados hasta el momento, han vendido más de tres millones de copias solo en Argentina. Sus discos Signos y Señal de Amor fueron certificados diamante (al vender más de 500.000 copias el primero, y 250.000 el segundo) por CAPIF. Además cuentan con 24 certificaciones platino, y 3 de oro.

## Historia
En 1985, Salta, una provincia del norte de la República Argentina, fue testigo de las primeras notas de Los Nocheros. El ámbito musical de sus comienzos estuvo caracterizado por Los Chalchaleros, Los Fronterizos, Los de Salta, Los Cantores del Alba, Daniel Toro. Fue entonces cuando supieron forjar esa personalidad y ese sonido auténticamente salteño, que los llevó a recorrer todo el país y más. Sus primeras incursiones artísticas (luego del coro polifónico de Salta) fueron como dúo, conformado por Mario y Rubén. Al poco tiempo fueron integrando nuevas voces hasta conformar el cuarteto: Mario Teruel, César Kike Teruel, Rubén Sergio Ehizaguirre y el Enrique "Pala" Aguilera Con quién grabaron dos casetes posteriormente editados en CD Al rojo vivo y Nuestra Salta. Con esta formación, luego de una actuación consagratoria, reciben el premio Revelación en el 19º Festival Nacional de Música Popular Argentina - Baradero´93. Aguilera deja el grupo para sumarse a los Cuatro de Salta y es reemplazado por Jorge Rojas.
En 1994 irrumpieron en el Festival Folclórico de Cosquín y obtuvieron la consagración, galardón que sirvió para certificar el comienzo de un éxito imparable. Obtuvieron, entre otros premios, el Francisco Canaro (S.A.D.A.I.C), el Olimpia (Salta), el Pampa (Córdoba) como artista revelación en 1997 y el Premio Gardel como Mejor Grupo de Folklore y Mejor Álbum del año 1999; y como Mejor Grupo de Folklore en el 2001. También fueron nominados para los Premios Grammy Latinos en el año 2000 en el rubro Mejor Álbum Folclórico. 
Buenos Aires fue el siguiente destino. En el año 1997 actuaron en el Coliseo, en 1998 lo hicieron en el Teatro Gran Rex y en 1999 llegaron al Luna Park, realizando 5 shows. En abril del año 2000 presentaron un mega espectáculo en el Estadio de Vélez Sarsfield y a fines de ese año volvieron al Luna Park con 8 presentaciones. 
En septiembre de 2001 en el Luna Park, 7 noches recibieron a un total de 49 mil personas, superando las anteriores cantidades de público convocadas. Anualmente, Los Nocheros recorren el país con una gira que abarca todos las provincias y los escenarios imaginables. Esta gira se lleva a cabo con un personal de 20 personas y con toda la técnica que se emplea en los grandes escenarios. En el año 2000, la promoción del disco Nocheros llevó al conjunto a viajar por Colombia, Venezuela, Paraguay, Chile y México. Los planes de prensa futuros tienen en la mira a España y nuevamente Latinoamérica. En ese mismo año lanzan Señal de Amor y en 2003 Estado Natural, que contiene doce nuevas canciones con el estilo que los caracteriza y con un sonido que crece disco a disco. 
En el año 2004 lanzan Noche amiga mía, un recorrido por todos los ritmos de América: carnavalitos, chacarera, zamba, bolero y cumbia colombiana. Para este disco invitan a Alejandro Lerner y Alfredo Rojas. Daniel Magal y Rubén H. Lotes son los autores del primer corte, Cara De Gitana, un éxito de hace años. 
En marzo de 2005 Jorge Rojas decide alejarse de la banda para lanzar su carrera como solista, para lo cual se organiza la última presentación en el estadio de Ferro el 30 de abril, recital que queda registrado en un disco titulado Vivo y así le dan la bienvenida a la banda a Álvaro Teruel.
Después de un año, Los Nocheros presentan un nuevo álbum titulado Crónica, que cuenta con el debut discográfico de Álvaro. Como primer corte de difusión se puede oír Crónica de las cosas que pasan en la ciudad cuando no me respondes. Un disco con doce canciones que mantiene vivo el espíritu nochero acostumbrado. 
Anillo de humo es el primer tema que Los Nocheros presentan de su nuevo disco de estudio, titulado Gen (2007). Para este, Los Nocheros eligieron un repertorio bien folclórico compuesto por 14 temas del cancionero popular. El año siguiente, 2008, editan Las 2200 noches. En 2009 salen de gira junto al Chaqueño Palavecino y Soledad, en un show titulado La fiesta, del cual se desprende el CD+DVD La fiesta, grabado el 16 de mayo en el estadio de Vélez Sarsfield de Capital Federal. Participaron como invitados Natalia Pastorutti en la canción Jamás y Los Tekis en Qué no daría. En 2010 vuelven a las bateas con La otra luna. En 2011 sale Carnaval, un disco en vivo junto a Los Tekis.
El 4 de septiembre de 2012 salió al mercado Clásicos - El pecado original, un álbum compuesto por 10 canciones folclóricas populares, entre ellas Fuego en Anymaná, de Armando Tejada Gómez y César Isella, María va, de Antonio Tarragó Ros, La colina de la vida, de León Gieco,  Adiós amada, de Horacio Guarany y El arriero, de Atahualpa Yupanqui. El primer corte de difusión es Alfonsina y el mar, de Ariel Ramírez y Félix Luna. En la grabación del disco contaron con las colaboraciones de Luis Salinas en La compañera, Juan Cruz y Jaime Torres en Carnavalito del duende y Chango Spasiuk en Merceditas.

### En vivo de grabaciones en Comedor Jesús te ama por Pandemia y Amamos tanto
El mes de abril del 2020, el grupo salteño del folklore estrenó el cover compuesto de Eddie Sierra tras el encierro de los fans en sus casas tras por el afecto que viven atravesando momentos difíciles sobre el coronavirus interpretando "Amamos Tanto" con el especial originario "Nuestra Historia" en las plataformas digitales mientras que arman en vivo de 5 discográficas en sesiones 2020 desde los eventos grabados en comedor Jesús Te Ama Entre Desde mayo Presentando "Con El Alma" Hasta Noviembre "Nocheros" Con La Voz del Hijo de Mario, Sobrino de Kike y Hermano de Jimena, Álvaro Martín Teruel mientras en Lanzamiento estrenaron entre julio hasta el festejo de Navidad en diciembre.
"Zamba del Cantor Enamorado" de Hernán Figueroa Reyes y "Lo Dudo" por el homenaje al Príncipe de la Canción José José, colaborado con José Vasconcelos del Líder Ahyre, es uno de sus bonus tracks no cantados en el anterior integrante con Jorge Rojas sobre el Segundo en Vivo y Estudio "Tiempo de Amor".

### La despedida de Kike Teruel
El viernes 30 de junio de 2023 realizan un show de despedida a Kike Teruel quien deja el grupo para dedicarse a su familia y emprender otros proyectos. Se realiza en el moderno Movistar Arena en la Ciudad de Buenos Aires. El show dura más de 2 horas y recorren muchos de los grandes temas de su repertorio. Los acompañaron amigos como Los Tequis, Ahyre, La Sole Pastorutti, Marcela Morelos, El Chaqueño Palavecino y muchos más.

## Discografía
Álbumes de estudio
- 1987: Al rojo vivo
- 1990: Nuestra Salta
- 1994: Con el alma
- 1996: Tiempo de amor
- 1997: Ven por mí
- 1998: Signos
- 1999: Nocheros
- 2000: Nuestra Salta (reedición)
- 2001: Señal de amor
- 2003: Estado natural
- 2004: Noche amiga mía
- 2005: Vivo (Despedida Jorge Rojas)
- 2006: Crónicas
- 2007: Gen
- 2007: Encuentro
- 2010: La otra luna
- 2011: Carnaval pasión del norte
- 2012: Clásicos (el pecado original)
- 2013: Zafiro
- 2014: Trío
- 2015: Chamamé - Alonsitos & Nocheros
- 2016: Nocheros 30 Años
- 2019: Sol nocturno
- 2021: Sesiones 2020: En Vivo

En Vivo
- 2002: En Vivo
- 2008: Las 2200 Noches
- 2009: La Fiesta En Vivo (Junto a Soledad Pastorutti y El Chaqueño Palavecino)
- 2011: Los Nocheros cantan a Paraguay
- 2014: Festival Cosquín  - 9º Luna - Los Nocheros
- 2000: Intimo (Disco no editado)

## Filmografía
- 2022 - Canta Conmigo Ahora (Jurados invitados y canto en vivo)

## Premios y nominaciones

### Premios Grammy Latinos
| Año  | Categoría              | Trabajo                       | Resultado | Ref.  |
| ---- | ---------------------- | ----------------------------- | --------- | ----- |
| 2000 | Mejor álbum folklórico | Nocheros                      | Nominados | [ 9 ] |
| 2005 | Mejor álbum folklórico | Noche amiga mía               | Nominados | [ 9 ] |
| 2013 | Mejor álbum folklórico | Clásicos - El pecado original | Nominados | [ 9 ] |

### Premios Carlos Gardel
| Año  | Categoría                     | Trabajo                                                                   | Resultado | Ref.          |
| ---- | ----------------------------- | ------------------------------------------------------------------------- | --------- | ------------- |
| 1999 | Mejor artista de folklore     | Ven por mí                                                                | Nominados | [ 10 ]        |
| 2000 | Álbum del año                 | Signos                                                                    | Ganadores | [ 11 ] [ 12 ] |
| 2000 | Mejor grupo de folklore       | Signos                                                                    | Ganadores | [ 11 ] [ 12 ] |
| 2000 | Realizador del año            | Signos                                                                    | Nominados | [ 11 ] [ 12 ] |
| 2001 | Mejor grupo de folklore       | Nocheros                                                                  | Ganadores | [ 13 ]        |
| 2002 | Mejor grupo de folklore       | Señal de amor                                                             | Ganadores | [ 14 ]        |
| 2003 | Mejor álbum grupo de folklore | Los Nocheros en vivo en el Teatro Colon                                   | Ganadores | [ 15 ]        |
| 2004 | Mejor álbum grupo de folklore | Estado natural                                                            | Ganadores | [ 16 ]        |
| 2005 | Mejor álbum grupo de folklore | Noche amiga mía                                                           | Ganadores | [ 17 ]        |
| 2007 | Mejor álbum grupo de folklore | Crónica                                                                   | Ganadores | [ 18 ]        |
| 2010 | Mejor álbum grupo de folklore | La fiesta juntos de verdad (con Soledad Pastorutti y Chaqueño Palavecino) | Ganadores | [ 19 ]        |
| 2012 | Mejor álbum grupo de folklore | Carnaval pasión del norte (con Los tekis)                                 | Ganadores | [ 20 ]        |
| 2014 | Mejor álbum grupo de folklore | Zafiro                                                                    | Nominados | [ 21 ]        |
| 2016 | Mejor álbum grupo de folklore | Chamamé (con Los Alonsitos)                                               | Ganadores | [ 22 ]        |
| 2017 | Mejor álbum grupo de folklore | 30 años                                                                   | Nominados | [ 23 ]        |
| 2020 | Mejor álbum grupo de folklore | Sol nocturno                                                              | Nominados | [ 24 ]        |